# Miroslaw Najdenow

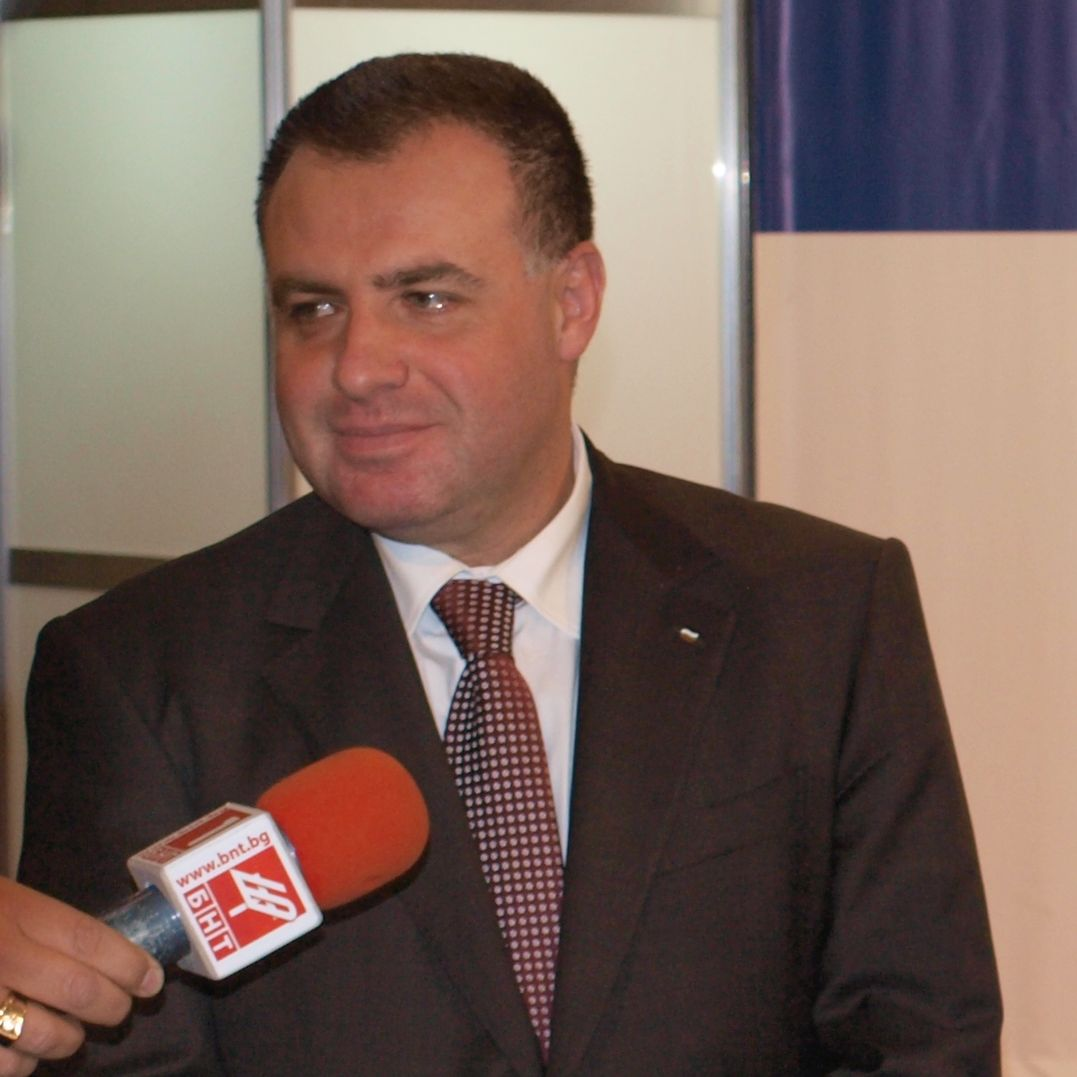
Miroslaw Najdenow (2010)

Miroslaw Christoforow Najdenow (auch Miroslav Hristoforov Naydenov geschrieben, bulgarisch Мирослав Христофоров Найденов; * 14. Dezember 1968 in Wraza) ist ein bulgarischer Politiker der Partei GERB und ehemaliger Landwirtschaftsminister des Landes.

## Leben
Miroslaw Najdenow wurde am 14. Dezember 1968 in der im Balkangebirge gelegene Stadt Wraza geboren. Nach seinem Abitur absolvierte er die Thrakische Universität in Stara Sagora in der Fachrichtung Veterinärmedizin und verfügt über den Titel Doktor der Veterinärmedizin (ein Berufsdoktorat, das mit Abschluss des Studiums verliehen wird und in Deutschland dem Abschluss des Staatsexamens entspricht). Während seines Studiums war Najdenow Sekretär des Dimitrowski Komsomol der Bulgarischen Kommunistischen Partei. Nach seinem Abschluss, war er als Amtstierarzt und Veterinär in seiner Heimatstadt tätig.
Von 2002 bis 2004 war Najdenow Direktor des Veterinäramtes des Bezirks Wraza. 2005 und 2006 war er Oberster Sekretär (bulg. главен секретар) des staatlichen Veterinäramtes mit Sitz in Sofia. 2006 wurde er nach einem Skandal, der den Import von verseuchtem Rindfleisch aus Irland betraf, entlassen. Im selben Jahr nahm er seine Tätigkeit bei der öffentlichen Firma Ekorawnowesie (bulg. Екоравновесие) und wurde bald deren Geschäftsführer. In dieser Zeit wurde er in den Expertenrat der Partei GERB berufen und bereitete das Programm der Partei für die kommenden Parlamentswahlen vor.
Bei den Parlamentswahl 2009 wurde Najdenow aus dem Wahlkreis Wraza als Abgeordneter ins bulgarischen Parlament gewählt. Die Wahlen konnte Partei GERB für sich gewinnen. Im Kabinett von Bojko Borissow hatte Najdenow seit dem 27. Juli 2009 bis zum Ende der Regierungszeit im Frühjahr 2013 den Posten eines Ministers für Landwirtschaft und Ernährung.
Im August 2013 gehörte er zu den Gründungsmitgliedern der neuen bulgarischen Partei BASTA.

## Trivia
Miroslaw Najdenow ist verheiratet und hat zwei Kinder. Es spricht französisch, englisch und russisch. Weiters ist Najdenow Fan der FC Botew Wraza.